# IC 2088
IC 2088 ist ein Emissionsnebel im Sternbild Taurus. Das Objekt wurde im Jahre 1906 von Max Wolf entdeckt.